# Leonardo da Vinci (Rose)
Die Strauchrose Leonardo da Vinci wurde vom französischen Rosenzüchter Meilland aus den Elternsorten 'Sommerwind' × ('Milrose' × 'Rosamunde') gekreuzt und 1994 eingeführt. Sie ist nach dem italienischen Universalgenie und Renaissancekünstler Leonardo da Vinci (1452–1519) benannt. Der Name steht als Synonym für die florentinische Epoche in der Reihe der sogenannten Romantica-Rosen des Züchters.
Die cyclamenrosa gefärbte, schalenförmige Rosenblüte steht in Büscheln zu 5–15 und ist stark gefüllt, sodass die inneren Kronblätter rosettenförmig, manchmal sogar geviertelt wie bei einer Englischen Rose angeordnet sind. Die Rose blüht fast durchgängig, allerdings fehlt der Duft fast vollständig.
Der Wuchs der Pflanze ist buschig, in warmen Gebieten bis 2 m hoch. Die dunklen, glänzenden Blätter sind robust. Bei Regen sammelt sich das Regenwasser in den nicht ganz geöffneten, ausgeprägt schalenförmigen Blüten. Beim Verwelken werden die Kronblätter schlecht abgeworfen und verfärben sich braunrosa, sodass 'Leonardo da Vinci' am besten für warme, trockene Gebiete geeignet ist.

## Auszeichnungen
- Monza GM 1993
- IGA Stuttgart 1993
- den Haag 1996
- Belfast 1996